# Fenómeno de Rouleaux

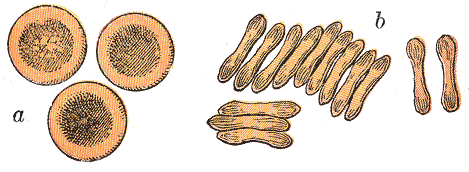
Glóbulos rojos observados al microscopio: (a) Vista de frente; (b) Vista de perfil en la que se aprecia el fenómeno de Rouleaux o formación en pila de monedas.

El fenómeno de Rouleaux, también llamado eritrocitos en pila de monedas, es un término médico que describe un aspecto anómalo de los hematíes cuando se observan al microscopio. Consiste en que los glóbulos rojos se apilan unos con otros formando una agrupación que recuerda por su forma a una pila de monedas. El fenómeno de Rouleaux se aprecia al observar al microscopio un frotis con una muestra de sangre. Puede deberse a diversas causas, en ocasiones es únicamente un artefacto por una preparación inadecuada de la muestra, pero puede estar causado por un aumento en la concentración de proteínas en sangre originado por un mieloma, una macroglobulinemia de Waldenström o un proceso inflamatorio crónico. Es por tanto un signo inespecífico que alerta sobre la existencia de una enfermedad pero no es diagnóstico per sé.